# José María Esteban
José María Esteban Celorrio (* 27. Mai 1954 in Lleida) ist ein ehemaliger spanischer Kanute.

## Erfolge
José María Esteban gehörte bei den Olympischen Spielen 1972 in München unter anderem zum spanischen Aufgebot im Vierer-Kajak auf der 1000-Meter-Strecke, mit dem er nach dem letzten Platz im Vorlauf als Vierter des Hoffnungslaufes vorzeitig ausschied. Auch mit Herminio Menéndez kam er im Zweier-Kajak über 1000 Meter nicht über das Halbfinale hinaus. Weitaus erfolgreicher verliefen für ihn die Olympischen Spiele 1976 in Montreal. Neben Herminio Menéndez, José Ramón López und Luis Gregorio Ramos war er erneut Teil der Vierer-Kajak-Mannschaft, die sich nach Siegen in den Vorläufen und Halbfinalläufen für das Finale qualifizierte. Dort mussten sich die Spanier lediglich dem sowjetischen Vierer geschlagen geben und gewannen somit die Silbermedaille.
Weitere Medaillen gewann Esteban mit dem Vierer-Kajak bei Weltmeisterschaften. Bereits 1975 wurde er in Belgrad mit diesem Weltmeister, die Besatzung bestand dabei aus denselben Kanuten, die ein Jahr darauf olympisches Silber gewannen. Ebenfalls in Belgrad folgten 1978 eine Silbermedaille über 500 Meter sowie eine Bronzemedaille über die 1000-Meter-Distanz. Bei den Mittelmeerspielen 1979 in Split sicherte sich Esteban mit dem Vierer-Kajak sowohl über 500 Meter als auch über 1000 Meter die Goldmedaille.